# 갈라파고스펭귄
갈라파고스펭귄(학명: Spheniscus mendiculus)은 갈라파고스 제도의 고유종 펭귄이다. 이것은 야생에서 적도 북쪽에 사는 유일한 펭귄으로, 훔볼트 해류에서 기인되는 서늘한 기후와 크롬웰 해류로부터 생성되는 매우 깊은 바다 속 차가운 바닷물 덕에 생존할 수 있었다. 가장 가까운 친척은 줄무늬펭귄속의 아프리카펭귄, 마젤란펭귄과 훔볼트펭귄이다. 갈라파고스펭귄은 주로 페르난디나섬과 이사벨라섬 서쪽 해안에서 발견되지만, 소수의 개체가 갈라파고스 제도의 다른 섬에 흩어져 서식하고 있다.

## 역사
갈라파고스 펭귄은 세 번째로 작은 종이며, 다른 어떤 펭귄보다 더 북쪽에 살고 있다. 갈라파고스 펭귄의 90%가 페르난디나섬과 이사벨라섬 서쪽에 서식을 하고 있고, 산티아고섬이나 바르톨로메섬, 북부 산타크루즈섬, 그리고 플로레아나섬에 살고 있다.
이사벨라섬의 북단으로 적도가 지나가고 있는데, 이 생명체가 때로는 북반구를 방문하는 유일한 개체임을 알게 해 준다.

## 형태
길이 48~53 cm, 체중 1.7~2.6kg이 나가며, 훔볼트 펭귄에 속하는 작은 종이다. 암컷보다 수컷 쪽이 약간 더 크다. 전신은 짧은 깃털이 감싸고 있으며, 머리와 몸 윗면 깃옷은 흑갈색이고, 눈으로부터 목에 걸쳐 백색 무늬가 들어가 있다. 날개 아래 부분은 백색, 가슴에 검은 반점과 불규칙한 검은 가로 줄무늬가 들어간다. 부리 끝은 검은색, 아래 부리가 황색 또는 흰색으로 바닥은 검고, 뒷다리는 까맣고, 홍채는 갈색이다.

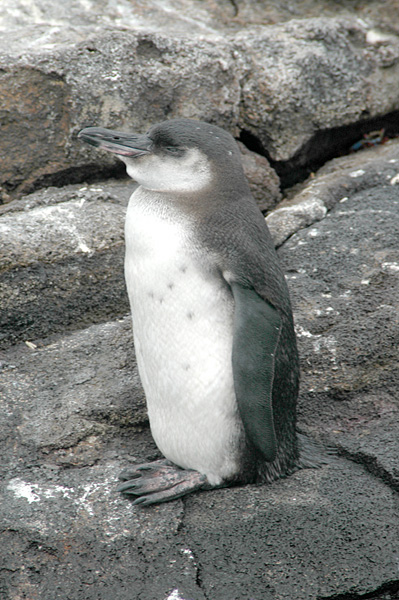
새끼 펭귄

수컷은 암컷보다 윗면과 아랫면의 몸 색깔이 선명한 특징도 있다. 번식기가 되면 부리 아래 부분의 깃털이 없어지고, 핑크색 피부가 노출된다. 수컷은 목의 흰 부분이나 부리 아랫 부분의 피부가 노출된 부분이 암컷보다 넓다.

## 생태

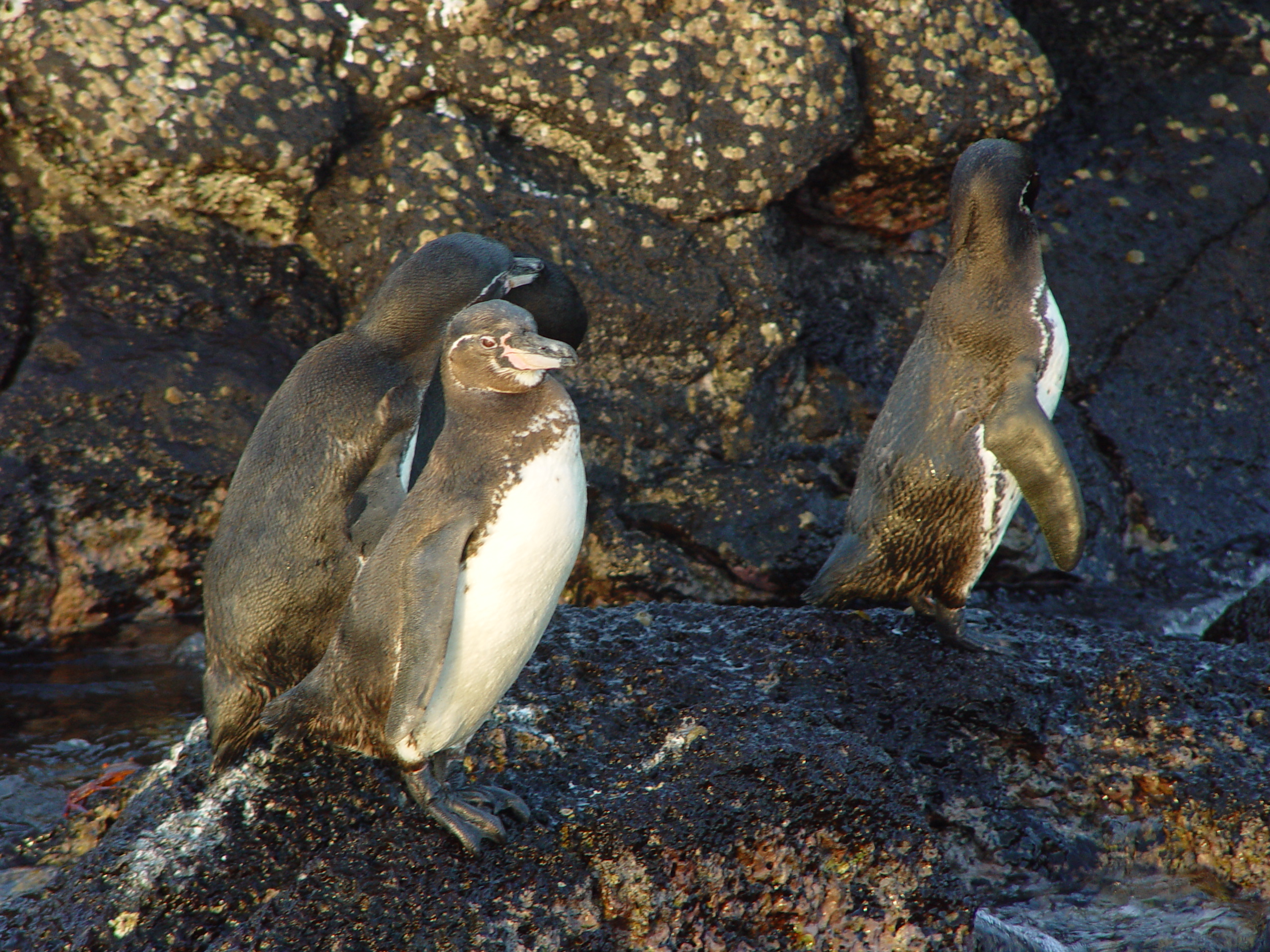
바닷가 바위 옆

해안에 가까운 사막 지대의 저지대에서 번식한다. 밤에는 육지로 올라와 휴식을 취한다. 바다에서는 20-200 마리의 무리 먹이를 같이 잡는 경우가 많다. 그러나 바닷물이 높은 시기에는 단독 또는 차례로 행동하면서 무리를 만드는 경우는 거의 없다. 육상에 올라가면 그늘에 숨어 더위를 식힌다. 털갈이를 하는 시기는 부정기적으로 비번식기가 된다.
식성은 동물성 식품에 주로 어류를 먹는다. 낮에는 채식을 한다. 사육 형태는 난생이며, 해마다 번식하고, 번식기에는 부정기적으로 바닷물의 소금기가 높아져 음식이 적은 시기는 번식하지 않는다. 혼자 사육하거나, 소규모 집단 둥지를 형성한다. 해안과 바위 틈새와 동굴에서 한번에 2개의 알을 낳는다. 알을 품는 기간은 38-40 일이며, 새끼는 부화 후 60-65일만에 독립을 한다.

## 같이 보기
- 펭귄목
- 갈라파고스 제도